# Undeva, în Est
Undeva, în Est este un film românesc din 1991 regizat de Nicolae Mărgineanu. Rolurile principale au fost interpretate de actorii: Remus Mărgineanu, Valentin Voicilă, Dorel Vișan, Maria Ploae.

## Prezentare
Acțiunea are loc în primii ani ai României rurale de sub autoritatea lui Groza și a lui Maurer: confiscarea/colectivizarea pământurilor țăranilor, desființarea păturii intelectualilor, rezistența anticomunistă (pasivă și armată), instalarea oportuniștilor și a parveniților la putere. O luptă între 2 lumi, presărată cu dramă la tot pasul. 

## Distribuție
Distribuția filmului este alcătuită din:
- Anghel Popescu
- Gelu Ivașcu
- Aristide Teică
- Doru Ana — Rainea
- Ion Fiscuteanu
- Eugen Nagy
- Gabriel Băcioiu
- Vasile Iusan
- Lucian Tănase
- Remus Mărgineanu — Ion Măgureanu
- Ilie Gheorghe
- Papil Panduru
- Leonard Dan
- Ion Militaru
- Mirela Dumitru
- Constantin Dumitru
- Marela Jugănaru — Activista
- Constantin Florescu — Iuliu Măgureanu
- Smaranda Olteanu — Soția lui Ion Măgureanu
- Nae Gh.Mazilu
- Aurelian Manolescu
- Andrei Portase
- Ovidiu Ghiniță
- Puiu Răzvan
- Dionisie Vitcu
- Marius Stănescu — Carol Măgureanu
- Maria Ploae — Stanca
- Marian Negrescu
- Gheorghe Buș
- Dorin Andone
- Ion Săsăran
- Valentin Teodosiu
- Cristinela Pădure
- Mihai Cheptea
- Diana Cozma
- Alex Paraschiva
- Miihai Ungureanu
- Sorin Cociș — Ilie Măgureanu
- Viorel Ludușan
- Valentin Popescu
- Gelu Zaharia
- Constantin Duțu
- Adrian Berzescu
- Florin Mărculescu
- Dondos Petru
- Ion Caragea
- Valentin Voicilă — Radu
- Ion Cristian
- Ion Crăciun
- Dorel Vișan — Milițianul Lupșe
- Petre Petrache
- Călin Nemeș — Sterian
- Dan Covrig